# Sphenoidoptera varipennis
Sphenoidoptera varipennis är en tvåvingeart som beskrevs av Samuel Wendell Williston  1901. Sphenoidoptera varipennis ingår i släktet Sphenoidoptera och familjen svävflugor. Inga underarter finns listade i Catalogue of Life.